# 根暗なクラスメイトが俺の胃袋を掴んで放してくれない
『根暗なクラスメイトが俺の胃袋を掴んで放してくれない』（ねくらなクラスメイトがおれのいぶくろをつかんではなしてくれない）はエンターグラムと、ビジュアルアーツが共同開発し、2025年4月24日にエンターグラムから発売されたキネティックノベルゲーム。プラットフォームはNintendo Switch / Microsoft Windows。公式略称は「根クラ」。

## 概要
『ホーリーアンデッド 〜非モテでぼっちの死霊術士が、聖女に転生してお友達を増やします〜』に続き、第2回キネティックノベル大賞の小説部門大賞作品がビジュアルノベル化したもの。
通常版・限定版（根暗なクラスメイトと一緒にご飯セット）のパッケージに加え、ダウンロード版も配信されている。
小説の原作者・ジャンフ丸はゲームの監修にも携わっている。
キャラクターデザイン・原画はイラストレーターのmaruma(まるま)が担当している。SD原画はこもわた遙華。
BGMはキネティックノベル大賞の音楽部門にて大賞を受賞した天休ひさしが担当している。

## あらすじ
高校2年生に進級した成田日向は、クラス替えを経て再び親友と同じクラスになる。新学期初日の教室で会話を交わしていた最中、椅子のバランスを崩し、転倒しそうになった拍子に、偶然隣にいた女子生徒・暗野木陰の胸を触ってしまう。その出来事をきっかけに、日向は彼女に連れられてその自宅を訪れることになる。最悪の形で出会った2人の奇妙な交流を描く物語がここから始まる。

## 登場人物
成田日向（なりた ひなた）
声 - 広瀬裕也
主人公。高校2年生。
暗野木陰（くらの こかげ）
声 - 立花日菜
メインヒロイン。日向と同級生。
斉藤秋人（さいとう あきと）
声 - 安田陸矢
日向と高校1年生からの同級生で、親友。
前田美冬（まえだ みふゆ）
声 - 鈴代紗弓
秋人の幼なじみで、高校1年からの同級生。
青木栞乃（あおき しおの）
声 - 櫻庭有紗
日向たちのクラスの担任教師。

## 主題歌
- 『未完成アンサー』 ボーカル: nayuta